# Pulitzer József-szobor

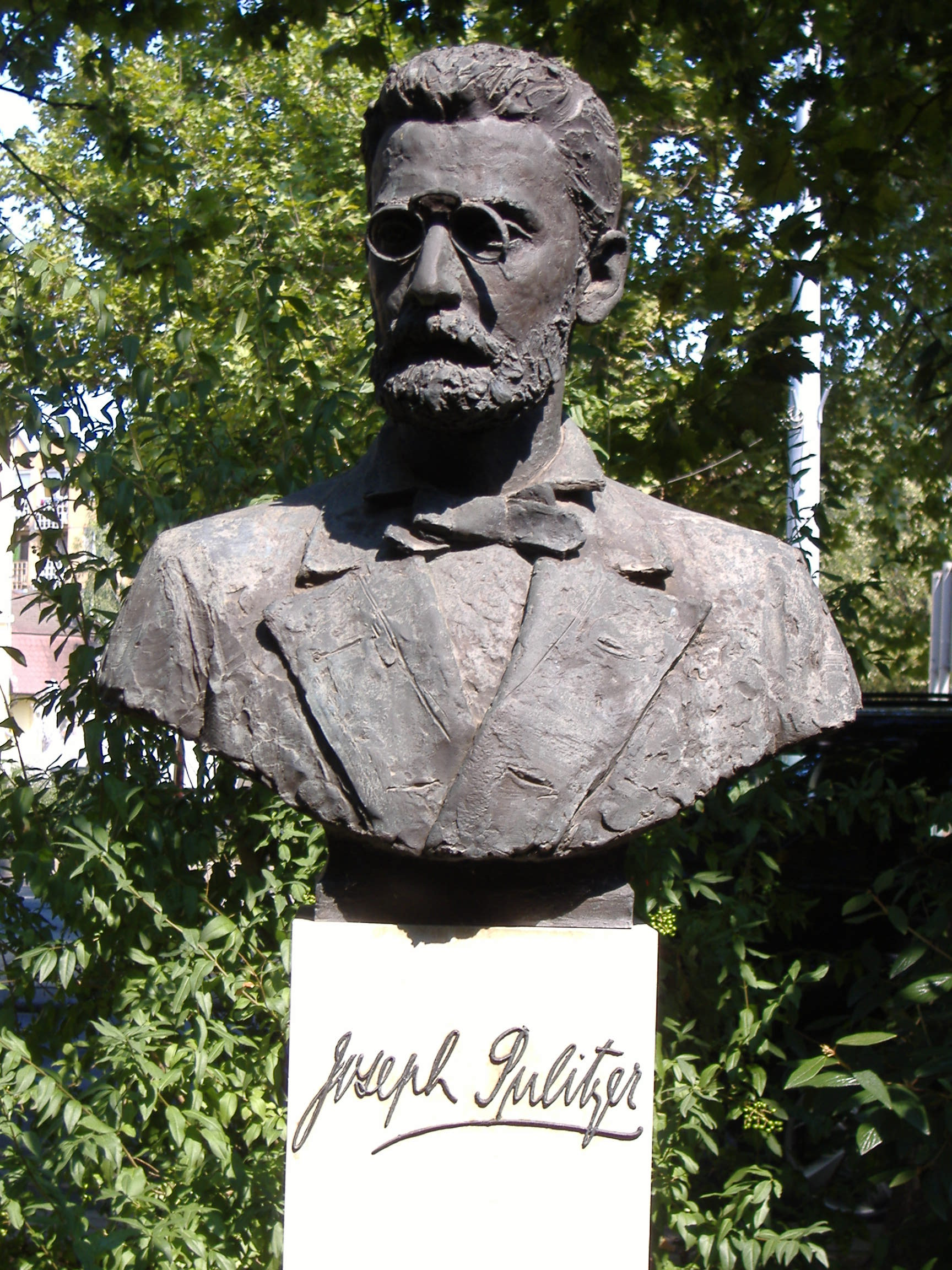
A mellszobor

Joseph Pulitzer szobra Makón áll, a város jeles szülöttének, az Egyesült Államokba kivándorolt sajtócézárnak állít emléket.

## Története
A szobor Kiss Jenő alkotása. A Makón született szobrász művét az újságíró-fejedelem születésének 150. évfordulóján, 1997. április 10-én helyezték el. Joseph Pulitzer jellegzetes alakja fehér oszlopon áll, amelyre aláírása került. A belvárosban kapott helyet, a Csipkesor előtti szoborparkban.

## Pulitzer Szülővárosa Díj
Az alkotás kicsinyített és sorszámozott mását évente Makó Város Önkormányzata és a Magyar Újságírók Országos Szövetsége által alapított Pulitzer Szülővárosa Díj átadásakor a díjazottak kapják.